# Doug Lefler
Doug Lefler (* in Kalifornien, USA) ist ein US-amerikanischer Regisseur, Drehbuchautor und Storyboard-Artist.

## Leben
Lefler wurde im Süden Kaliforniens geboren und begann bereits im Alter von 12 Jahren eigene Videos bzw. Filme zu drehen. Er besuchte mit 17 das California Institute of the Art für zwei Jahre, auf der auch Tim Burton, John Lasseter sowie John Musker und Brad Bird studierten. Anschließend arbeitete er mehrere Jahre als Storyboard Artist für Disney. 1987 schrieb er das Drehbuch zu dem Film Steel Dawn – Die Fährte des Siegers. Seine erste Erfahrung als Regisseur bekam er als Regieassistent in Sam Raimis Armee der Finsternis 1991. Danach drehte er weitere Episoden verschiedener Fernsehserien. Bekannt wurde er durch die Kinofilme Dragonheart – Ein neuer Anfang (2000), die Fortsetzung von Rob Cohens Dragonheart, und Die letzte Legion (2007).

## Filmografie

### Als Regisseur
- 1994: Hercules und der flammende Ring (Hercules and the Circle of Fire, Fernsehfilm)
- 1995: Hercules (Hercules: The Legendary Journeys, Fernsehserie, 3 Folgen)
- 1995: JAG – Im Auftrag der Ehre (JAG, Fernsehserie, eine Folge)
- 1995–1999: Xena – Die Kriegerprinzessin (Xena: Warrior Princess, Fernsehserie, 3 Folgen)
- 1996–1998: American Gothic – Prinz der Finsternis (American Gothic, Fernsehserie, 2 Folgen)
- 1997: F/X (F/X: The Series, Fernsehserie, 2 Folgen)
- 1997–1998: Spy Game (Fernsehserie, 2 Folgen)
- 1998: Babylon 5 (Fernsehserie, eine Folge)
- 1998: Mortal Kombat: Conquest (Fernsehserie, eine Folge)
- 2000: Dragonheart – Ein neuer Anfang (Dragonheart: A New Beginning)
- 2007: Die letzte Legion (The Last Legion)

### Als Drehbuchautor
- 1987: Steel Dawn – Die Fährte des Siegers (Steel Dawn)
- 1988–1989: Denver, der letzte Dinosaurier (Denver, the Last Dinosaur, Fernsehserie, 16 Folgen)
- 1989: Vytor: The Starfire Champion (Fernsehfilm)
- 1990: Widget – Der kleine Wächter (Fernsehserie, 3 Folgen)
- 1995: Hercules (Hercules: The Legendary Journeys, Fernsehserie, eine Folge)